# Charlottenhof (Oppenweiler)

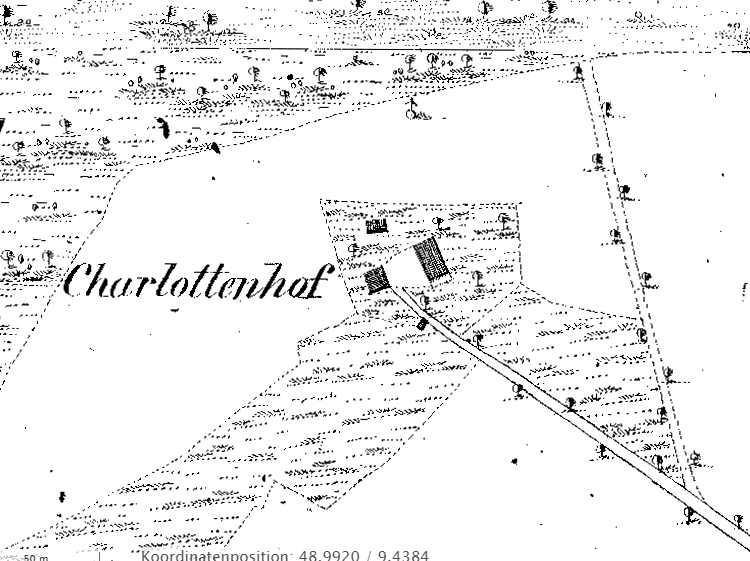
Karte vom Charlottenhof (um 1830)

Der Charlottenhof war ein Einzelgehöft auf einer Anhöhe nordwestlich der Gemeinde Oppenweiler im baden-württembergischen Rems-Murr-Kreis. Über die Wüstung ist heute nicht mehr viel bekannt.

## Lage

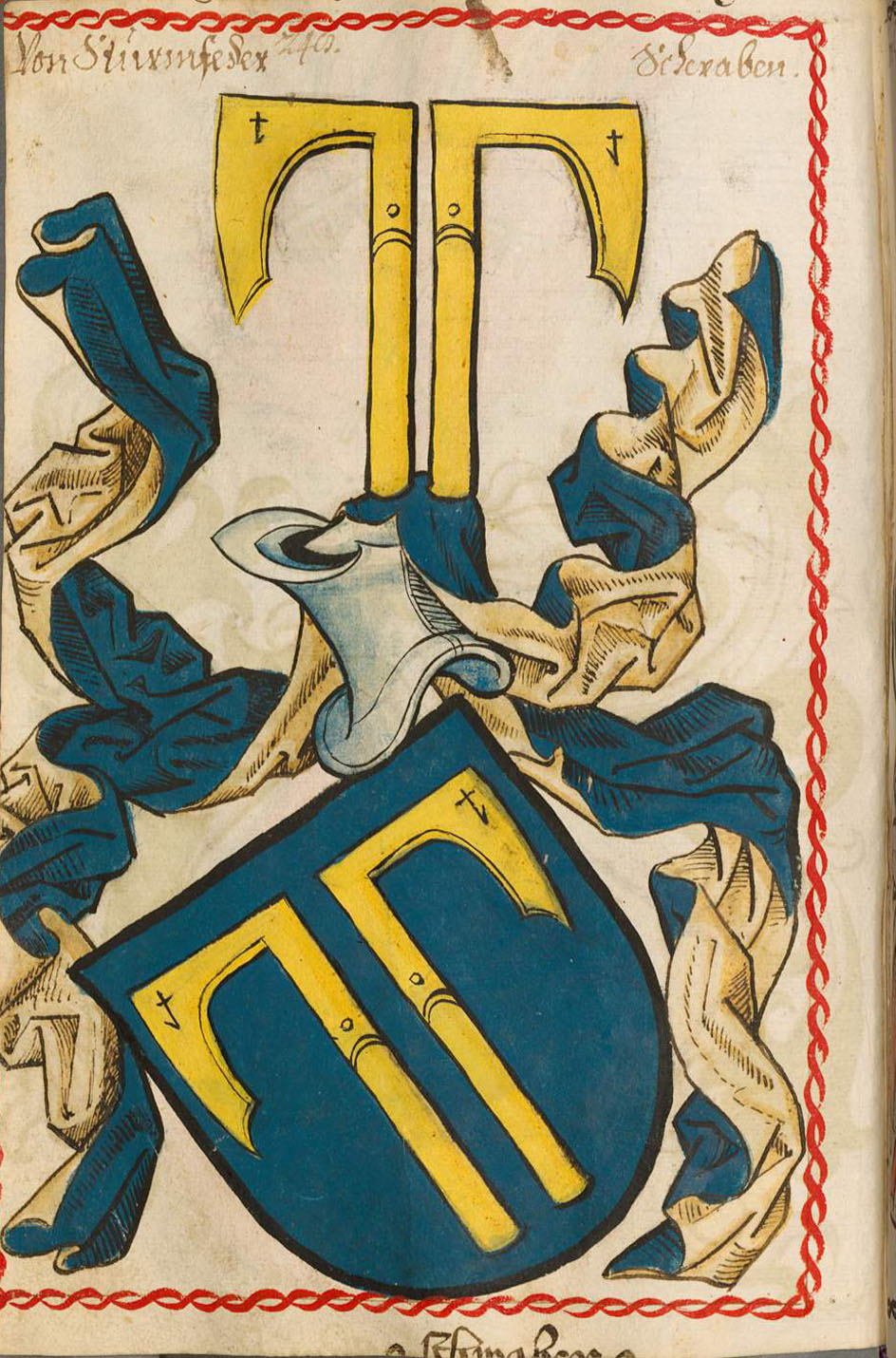
Wappen der Sturmfeder, Eigentümer des Charlottenhofs

Der Charlottenhof befand sich auf der Charlottenhöhe, welche sich etwa 2 Kilometer nordwestlich des Ortskerns von Oppenweiler befindet. 

## Geschichte
Nach der so genannten württembergischen Urkarte von 1830 lag der Charlottenhof auf einer halben Rodungsinsel und war von Ackerland und Wiesen umgeben. Der Hof bestand aus zwei größeren und zwei kleineren Gebäuden. Eigentümer des Hofs waren die Sturmfeder von Oppenweiler. Als Pächter des Hofs sind Martin Schaubel, Johannes Leinss und ein Oberforstmeister von Moltke überliefert. 1854 brannte der Hof ab und wurde aufgegeben. Die Äcker und Wiesen wurden in der Folgezeit aufgeforstet. Heute sind keine oberirdischen Spuren mehr sichtbar. Ganz in der Nähe befindet sich ein 2019 errichtetes Wegkreuz, welches von Mechthild Gräfin von Stauffenberg (geb. Gräfin von Bentzel-Sturmfeder-Horneck) gestiftet wurde.

## Bevölkerung

### Einwohnerentwicklung
- 1810: 4 Einwohner[4]
- 1828: 6 Einwohner[5]
- 1847: 10 Einwohner[6]
- 1854: 10 Einwohner[7]